# Sōichirō Kōzuki
Sōichirō Kōzuki (上月 壮一郎?, Kōzuki Sōichirō; Uji, 22 dicembre 2000) è un calciatore giapponese, centrocampista del Monaco 1860.

## Carriera

### Club
Cresciuto nel settore giovanile del Kyoto Sanga, debutta in prima squadra il 26 maggio 2018, in occasione dell'incontro di J2 League perso per 0-2 contro lo Yokohama FC.
Il 22 febbraio 2022 viene acquistato dal Düren, militante in Mittelrheinliga, quinta serie del calcio tedesco. Il 29 giugno si trasferisce allo Schalke 04, che lo aggrega alla propria squadra riserve. Il 30 dicembre firma il suo primo contratto da professionista con la squadra della Ruhr, valido fino al 2025. Il 21 gennaio 2023 ha esordito in Bundesliga, disputando l'incontro perso per 3-0 contro l'Eintracht Francoforte. Tre giorni dopo sigla la sua prima rete nella massima divisione tedesca, nell'incontro perso per 1-6 contro il RB Lipsia.

### Nazionale
Ha rappresentato le nazionali giovanili giapponesi.

## Statistiche

### Presenze e reti nei club
Statistiche aggiornate al 4 febbraio 2023.
| Stagione           | Squadra            | Campionato         | Campionato | Campionato | Coppe nazionali | Coppe nazionali | Coppe nazionali | Coppe continentali | Coppe continentali | Coppe continentali | Altre coppe | Altre coppe | Altre coppe | Totale | Totale |
| Stagione           | Squadra            | Comp               | Pres       | Reti       | Comp            | Pres            | Reti            | Comp               | Pres               | Reti               | Comp        | Pres        | Reti        | Pres   | Reti   |
| ------------------ | ------------------ | ------------------ | ---------- | ---------- | --------------- | --------------- | --------------- | ------------------ | ------------------ | ------------------ | ----------- | ----------- | ----------- | ------ | ------ |
| 2018               | Kyoto Sanga        | J2                 | 2          | 0          | CG              | -               | -               |                    | -                  | -                  |             | -           | -           | 2      | 0      |
| 2019               | Kyoto Sanga        | J2                 | 3          | 0          | CG              | 0               | 0               |                    | -                  | -                  |             | -           | -           | 3      | 0      |
| 2020               | Kyoto Sanga        | J2                 | 11         | 0          | CG              | 0               | 0               |                    | -                  | -                  |             | -           | -           | 11     | 0      |
| 2021               | Kyoto Sanga        | J2                 | 2          | 0          | CG              | 2               | 1               |                    | -                  | -                  |             | -           | -           | 4      | 1      |
| Totale Kyoto Sanga | Totale Kyoto Sanga | Totale Kyoto Sanga | 18         | 0          |                 | 2               | 1               |                    | -                  | -                  |             | -           | -           | 20     | 1      |
| feb.-giu. 2022     | Düren              | ML                 | 11         | 5          |                 | -               | -               |                    | -                  | -                  |             | -           | -           | 11     | 5      |
| 2022-gen. 2023     | Schalke 04 II      | RL                 | 14         | 8          |                 | -               | -               |                    | -                  | -                  |             | -           | -           | 14     | 8      |
| gen.-giu. 2023     | Schalke 04         | BL                 | 4          | 1          | CG              | -               | -               |                    | -                  | -                  |             | -           | -           | 4      | 1      |
| Totale carriera    | Totale carriera    | Totale carriera    | 47         | 14         |                 | 2               | 1               |                    | -                  | -                  |             | -           | -           | 49     | 15     |